# Beilhique de Hamid

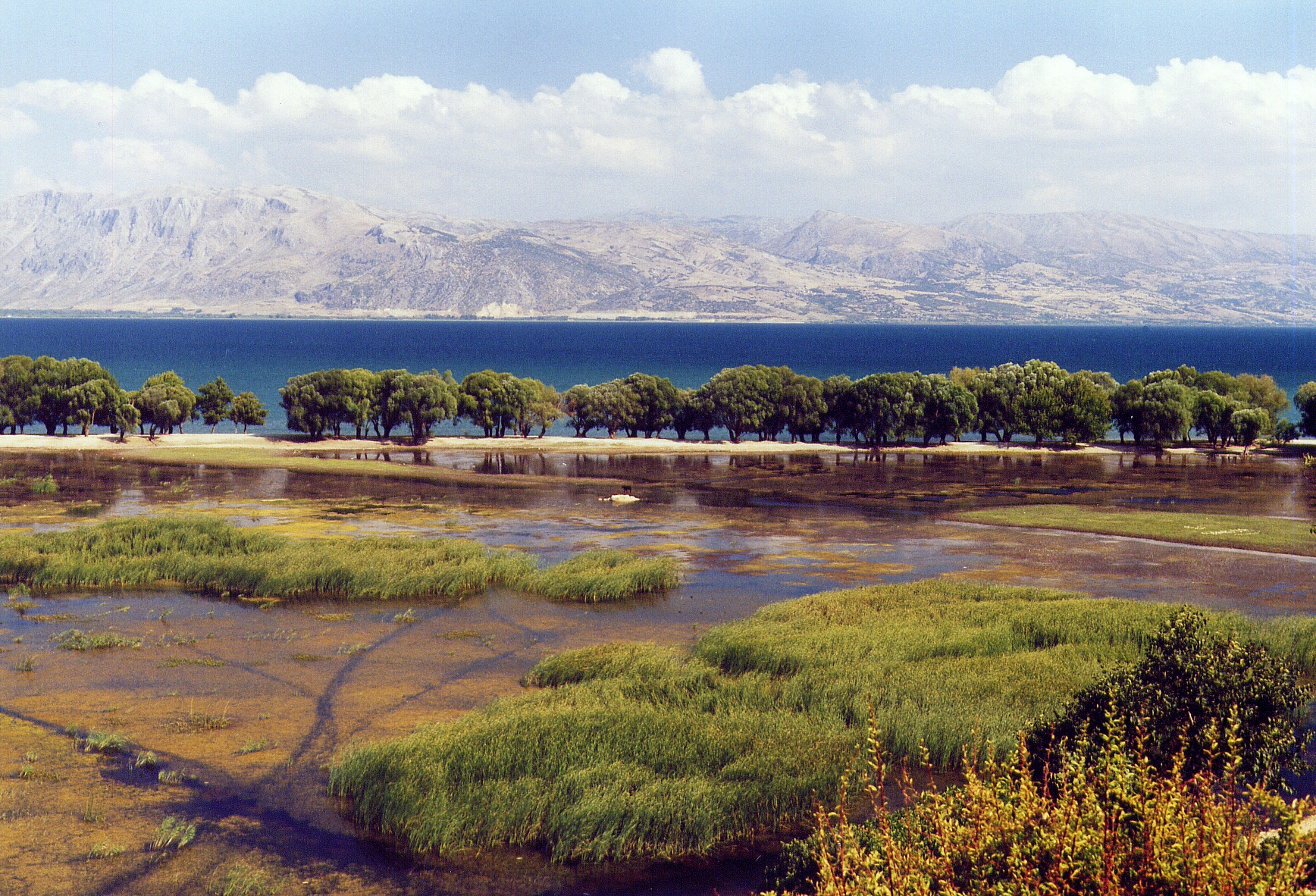
Lago Eğirdir, parte do território do Beilhique de Hamid

O Beilhique de Hamid ou Beilhique de Hamit-oğlu, Dinastia Hamid, Hamididas, em turco: Hamitoğulları Beyliği ou Hamidoğulları,[a] foi um dos beilhiques (beyliks, principados) anatólios que emergiu no século XIV, na sequência do declínio do Sultanato seljúcida de Rum. Governou as regiões de Eğirdir e Isparta, no sul-sudoeste do que é atualmente a Turquia.

## Origem do nome
A nome da dinastia provém de Hamid, um governador de territórios fronteiriços seljúcidas, avô dos irmãos Falacadim Dundar e Iunus, fundadores, respetivamente, do Beilhique de Hamid e do Beilhique de Teke. O pai destes irmãos, Elias, Teke Bei ou Teke Paxá, foi governador de Antália ao serviço dos seljúcidas.

## História
Falacadim Dundar, fundador da Dinastia de Hamid propriamente dita, estabeleceu o seu beilhique na Pisídia, nos territórios interiores de Eğirdir, uma região que ganhou o nome de Hamid-eli, na rota comercial que ligava o Mediterrâneo ao Mar Negro.
O beilhique de Teke, fundado por Yunus, era constituído por territórios da costa mediterrânica da Lícia e da Panfília e confinava com a parte sul dos territórios hamididas. Os seus principais centros eram Antália e Korkuteli.
Falacadim mudou o nome de Eğirdir para Felekbâr (ou Felecabade). Em 1324 é atacado por Timurtaş Noyan, o filho mais novo do emir Chupã Noiã, representante do último grande ilcã mongol da Pérsia Abuçaíde Badur. Timurtaş tenta reunificar o domínio mongol sobre a Anatólia para si próprio. Falacadim morre durante os combates. Timurtaş submete os beilhiques de Hamid e de Teke e entrega Antália a Mamude, um filho de Iunus. Alguns membros da família hamidida, entre os quais os filhos de Falacadim Dundar, refugiam-se junto dos mamelucos, no Egito, mas voltam após Timurtaş cair em desgraça. Em 1327, Cupã, caído em desgraça, é morto pelo ilcã Abuçaíde, É a vez de Timurtaş procurar refúgio no Egito, mas os mamelucos matam-no para não desagradarem a Abuçaíde.
Hizir (ou Khidhr), um filho de Dündar, restabelece a dinastia em Eğirdir em 1327 e conquista os distritos de Beyşehir, Seydişehir e Akşehir.

Em 1328, Najimadim Abu Ixaque sucede ao seu irmão. É ele quem ibne Batuta encontra aquando da sua passagem por Eğirdir (Acridur nos seus escritos):
| “ | O sultão desta cidade é Abu Ixaque Bei, filho de Addendâr (Dündar) Bei, um dos principais soberanos deste país. Ele habitou no Egito quando o seu pai era vivo, e fez a peregrinação a Meca. Ele é dotado de belas qualidades, e é seu costume assistir todos os dias à oração de asr[b] na mesquita djâmi. | ” |
|   | — ibne Batuta, Viagens, de Meca às estepes russas e à Índia. |   |

Alguns dias depois da sua visita a Eğirdir, ibne Batuta passa em Gölhisar (Koul Hissâr no texto), na atual província de Burdur, e encontra Maomé, o Cavalheiro,[c] irmão de Ixaque:
| “ | (O sultão de Koul Hissâr) é Mohammed Tchelebi, e esta última palavra, na língua do país de Roûm, significa senhor. Ele é irmão do sultão Abu Ixaque, rei de Acridur. | ” |
|   | — ibne Batuta, Viagens.... |   |

Muzafaradim Mustafá, o filho de Maomé, o Cavalheiro, sucede ao seu tio cerca de 1344.
Hucemadim Ilias, o filho de Mustafá, sucede ao seu pai cerca de 1357. O seu reinado é marcado por guerras contínuas com os caramânidas e é por eles derrotado diversas vezes. Camaladim Huceine o filho de Elias, sucede ao seu pai cerca de 1374. Vende a maior parte dos seus domínios ao sultão otomano Murade I . Sabe-se que o seu filho Mustafá segue Murade I e participa na Batalha do Cosovo em 1389. O beilhique é completamente anexado ao sultanato otomano em 1391. As cidades orientais da província, ou seja, Beyşehir, Seydişehir e Akşehir, são então ocupadas pelos caramânidas e vão ser a causa de numerosos recontros militares entre estes e os otomanos.
A subdivisão administrativa otomana com capital em Isparta que, grosso modo, corresponde ao que é hoje a província de Isparta, era chamada Sanjaco de Hamid até aos primeiros anos da república turca.

## Quadro cronológico da dinastia
| Datas       | Nome                                                                                    | Nome turco                                                                              | Filho de                                                                                | Observações                                                                             |
| ----------- | --------------------------------------------------------------------------------------- | --------------------------------------------------------------------------------------- | --------------------------------------------------------------------------------------- | --------------------------------------------------------------------------------------- |
| 1301-1324   | Falacadim Dundar                                                                        | Feleküddin Dündar                                                                       | Ilyâs ou Teke ?                                                                         | Fundador da dinastia.                                                                   |
| 1324-1327   | Ocupação por Timurtas filho mais novo do emir Chupã Noiã, do Ilcanato mongol da Pérsia. | Ocupação por Timurtas filho mais novo do emir Chupã Noiã, do Ilcanato mongol da Pérsia. | Ocupação por Timurtas filho mais novo do emir Chupã Noiã, do Ilcanato mongol da Pérsia. | Ocupação por Timurtas filho mais novo do emir Chupã Noiã, do Ilcanato mongol da Pérsia. |
| 1327-1328   | Khidhr                                                                                  | Hizir                                                                                   | Dündar                                                                                  |                                                                                         |
| 1328-~1344  | Najimadim Abu Ixaque                                                                    | Necmeddin Ishak                                                                         | Dündar                                                                                  |                                                                                         |
| ~1344-~1357 | Muzafaradim Mustafá                                                                     | Muzafferüddin Mustafa                                                                   | Maomé, o cavalheiro, filho de Dündar                                                    |                                                                                         |
| ~1357-~1374 | Hucemadim Ilias                                                                         | Hüsameddin Elyas                                                                        | Mustafa                                                                                 |                                                                                         |
| ~1374-1391  | Camaladim Huceine                                                                       | Kemaleddin Hüseyin                                                                      | Elyas                                                                                   | Vende uma parte do beilhique a Murade I.                                                |
| 1391        | Anexação definitiva ao Império Otomano.                                                 | Anexação definitiva ao Império Otomano.                                                 | Anexação definitiva ao Império Otomano.                                                 | Anexação definitiva ao Império Otomano.                                                 |